# Canadese federale verkiezingen 1972

Zetels per provincie/territorium

Op 30 oktober 1972 vonden in Canada federale verkiezingen plaats. Het ging om vervroegde verkiezingen uitgeschreven door premier Pierre Trudeau wiens ambtstermijn in juni 1973 zou aflopen. Belangrijke thema's waren de economische politiek (Canada kampte met een hoge inflatie en stijgende werkloosheid) en de communautaire tegenstellingen.
De Liberal Party van premier Trudeau verloor ten opzichte van de verkiezingen van 1968 46 zetels en behaalde nog 109 van de 264 zetels. Hiermee verloor de partij haar absolute meerderheid in het federale parlement. Opvallend was dat de partij wel stemmen won in Quebec. Winnaars waren de Progressive Conservative Party (winst van 34 zetels) en de New Democratic Party (winst van 6 zetels). De Social Credit Party verloor zetels. Er werden ook twee onafhankelijken verkozen.
Met steun van de New Democratic Party (sociaaldemocraten) kon Trudeau een minderheidsregering vormen. De nieuwe regering Trudeau (met acht nieuwe ministers en twaalf ministers die op post bleven) legde de eed af op 27 november 1972.